# Philippus (satraap)
Philippus (Grieks: Φιλιππος) was de satraap van Sogdiana. Eerst had hij het bestuur toegewezen gekregen door Alexander de Grote zelf in 327 voor Christus. Hij behield zijn post, zoals het grootste deel van de satrapen van de meer afgelegen provincies, bij de regelingen die getroffen werden na diens Alexanders dood in 323 voor Christus, maar in de latere rijksdeling van Triparadisus in 321 v.Chr. kreeg hij Parthië als satrapie. Hij bleef hier tot 318 voor Christus, toen Peithon, die zijn macht over alle oostelijke provincies probeerde uit te breiden, zichzelf meester maakte van Parthië en Philippus liet terechtstellen.